# 愛知県道473号吉浜停車場線
愛知県道473号吉浜停車場線（あいちけんどう473ごう よしはまていしゃじょうせん）は、愛知県高浜市内を走る一般県道である。

## 概要

### 路線データ
- 起点：吉浜停車場
- 終点：愛知県高浜市屋敷町
- 全長：約160m

## 沿革
- 1966年8月1日：認定

## 接続する道路
- 愛知県道304号碧南高浜環状線（高浜市屋敷町地内）

## 周辺
- 名鉄三河線 吉浜駅